# 滇中绣线菊
滇中绣线菊（学名：Spiraea schochiana）为蔷薇科绣线菊属下的一个种。

## 扩展阅读
- 維基物種上的相關：滇中绣线菊